# Synopsia almasa
Synopsia almasa är en fjärilsart som beskrevs av Karl Schawerda 1912. Synopsia almasa ingår i släktet Synopsia och familjen mätare. Inga underarter finns listade i Catalogue of Life.